# Goethe-Erlebnisweg
Goethe-Erlebnisweg ist ein etwa 29 Kilometer langer Wanderweg, der durch die Landkreise Weimarer Land, Saalfeld-Rudolstadt und die kreisfreie Stadt Weimar führt. Johann Wolfgang von Goethe ist diesen Weg zwischen 1775 und 1783 öfter gegangen, um Charlotte von Stein im Schloss Kochberg zu besuchen.
Die Route ist durch ein weißes G auf grünem Grund gekennzeichnet und mit Informationstafeln in den am Weg liegenden Dörfern ausgestattet. In den Tourist-Informationen im Weimarer Land und in Weimar ist ein Wanderheft zu diesem Weg erhältlich.
2023 wurde der Wanderweg um zwölf über die Strecke verteilte interaktive Stationen des Weimarer Gestalters Nils Volkmann aus Holz und Corten-Stahl ergänzt. Vor dem Hintergrund von Goethes Freundschaft zu Charlotte von Stein beschäftigen sich die Stationen mit Facetten menschlicher (Liebes-)Beziehungen. In Großkochberg wurde eine Mitfahrbank aufgestellt, die von Wanderern genutzt werden kann, um sich von vorbeifahrenden Autos mit zurück nach Weimar nehmen zu lassen.

## Verlauf
Weimar, Wielandplatz – Vollersroda – Buchfart – Saalborn – Schwarza – Hochdorf – Neckeroda – Luisenturm – Großkochberg
- Niedrigster Punkt: 230 m (Weimar)
- Höchster Punkt: 515 m (Luisenturm)

Von Weimar aus erreicht man Großkochberg nach 6–8 Stunden Fußweg, den man überwiegend auf Waldwegen zurücklegt. Der Goethe-Erlebnisweg ist nur an wenigen Tagen im Jahr stärker frequentiert und auch mit einem (idealerweise geländegängigen) Fahrrad gut zu befahren.
Die Wanderung beginnt in Weimar hinter Goethes Wohnhaus am Wielandplatz. Der Weg führt über die heutige Amalien-, Rudolf-Breitscheid- und Rainer-Maria-Rilke-Straße (Weimar) zum Gehädrich am Stadtrand von Weimar. Schon nach wenigen Kilometern erreicht der Goetheweg das Schloss Belvedere. Dann geht es an Vollersroda vorbei zum Waldgasthof Balsamine, von wo aus man das Ilmtal und den weiteren Verlauf des Weges durch Buchfart überblicken kann.
Kurz vor Buchfart führt der Weg vorbei an Kalksandsteinfelsen, in die künstliche Höhlen als Zuflucht geschlagen wurden. Beim Aufstieg nach Buchfart passiert man die Tafelbuche (456 m), marschiert eine Zeitlang auf einem Höhenweg und steigt nach etwa 1 Stunde in das kleine Dorf Saalborn ab. Anschließend führt der Weg an den neuangelegten Golfplätzen des Gutes 'Krakau' vorbei in den Dammbachsgrund und zu den „Rasenbänken“ im Waldgebiet südlich von Bad Berka und weiter in Richtung Schwarza.
Nach Hochdorf und Neckeroda führen Feldwege. Dann geht es wieder durch ein Waldgebiet bis nach Großkochberg. Vom Luisenturm kann man das Saaletal bis zum Thüringer Schiefergebirge überblicken.
Sehenswert: Dorfkirche in Vollersroda; mittelalterliche Felsenburg am Nordhang des Ilmtales; überdachte historische Holzbrücke und Kirche mit bedeutendem Flügelaltar in Buchfart; Randanger- und Färberdorf Neckeroda; ehemalige Wasserburg, Schlossmuseum, Liebhabertheater und Konzertsaal in Großkochberg; Luisenturm nördlich von Großkochberg

## Geschichtliches

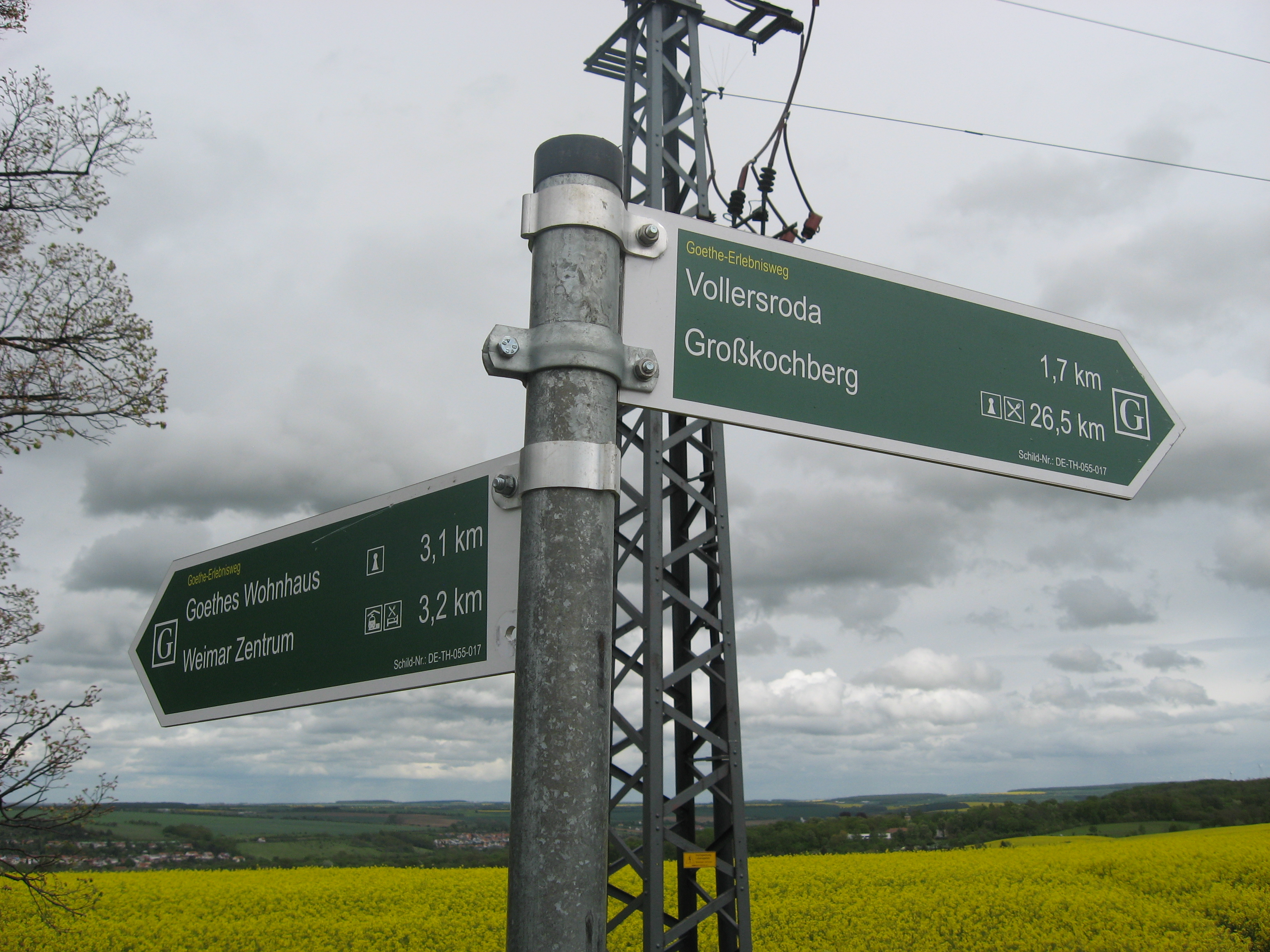
Schild im Gehädrich

Goethe schrieb am 12. Juli 1777 an Charlotte von Stein:

„Mir ists diese Woche in der Stadt wieder sehr wunderlich gangen ich habe mich gestern herausgeflüchtet, bin um halb sechs zu fuß von Weimar abmarschirt und war halb 10 hier, da alles schon verschlossen war und sich zum Bett gehn bereitete.“

Diese Aussage wird in vielen Publikationen zum Wanderweg wiedergegeben. Sie verwundert jedoch, da Goethe den rund 30 Kilometer langen Weg mit vielen Höhenmetern im Laufschritt zurückgelegt haben müsste, um ihn in vier Stunden zu bewältigen.
Nach seinem Tagebuch-Eintrag vom 11. Juli 1777 brach Goethe denn auch eine Stunde früher auf:

„Nachmittag halb 5 zu Fuß nach Kochberg, kam halb 10 an“

Für den Rückweg am 14. Juli 1777 stand Goethe ein Pferd zur Verfügung:

„Um halb 9 weggeritten, in 2 Stunden 5 Minuten nach Weimar.“

Zu Fuß war er damit mit rund 6 km/h dennoch sehr zügig unterwegs und mit dem Pferd etwa so schnell, wie ein sportlicher Fahrer heute auf dem Fahrrad brauchen würde.